# Colin Ireland
Colin Ireland (né le 16 mars 1954 et mort le 21 février 2012) était un tueur en série britannique surnommé The Gay Slayer (tueur de gays), du fait que ses victimes étaient toutes homosexuelles.
Ireland a reçu une éducation dysfonctionnelle. Il a commis divers crimes depuis l'âge de 16 ans et a purgé plusieurs peines. 
Il a commencé à fréquenter le Pub Coleherne, un pub gay, alors qu'il vivait à Southend. Ireland recherchait des hommes qui aimaient le rôle de passif et le sadomasochisme afin qu'il puisse aisément les retenir, ceux-ci pensent initialement qu'il s'agissait là d'un jeu sexuel.
Colin Ireland a déclaré qu'il était hétérosexuel : il avait été marié deux fois à des femmes et il prétendait n'être gay que pour se lier d'amitié avec des victimes potentielles. Il a affirmé que ses meurtres n'étaient pas sexuellement motivés.
Ireland était très organisé durant ses meurtres et portait sur lui des cordes et menottes ainsi que de nouveaux vêtements qu'il enfilait après chaque assassinat. Après avoir tué sa victime, il nettoyait l'appartement de toute preuve médico-légale le liant à la scène et y restait jusqu'au matin afin d'éviter d'éveiller les soupçons en partant au milieu de la nuit.
Colin Ireland a été emprisonné à perpétuité pour ses cinq meurtres en décembre 1993 et est resté enfermé à la prison de Wakefield jusqu'à sa mort en février 2012, à l'âge de 57 ans.

## Biographie

### Enfance
Colin Ireland est né à Dartford, dans le Kent, d'un couple d'adolescents non mariés. Peu de temps après sa naissance, son père a quitté le foyer alors que sa mère était âgée de 17 ans. Le père n'était pas nommé sur son acte de naissance et Ireland ne connaissait pas son identité.
Il a été élevé dans la pauvreté par sa mère et tous deux ont déménagé de nombreuses fois. Au début des années 1960, elle s'est mariée. Quand elle est tombée enceinte en 1964, elle a envoyé Ireland en foyer alors qu'il avait dix ans ; celui-ci est revenu plus tard vivre avec elle.
En 1966, sa mère a épousé un énième homme. Pendant les années 1960, alors qu'ils vivaient à Sheerness (dans le Kent) Ireland (alors âgé de 12 ans) a été abordé à trois reprises par des hommes qui voulaient avoir des relations sexuelles avec lui et espionné une fois dans les toilettes. Plusieurs fois encore il refusera des avances d'adultes et finira (d'après Anna Gekoski, intervieweuse de Colin Ireland) par apparenter les hommes homosexuels s'adonnant au sadomasochisme aux pédophiles qui l'abordaient enfant. 
Au milieu de son adolescence, il a été envoyé dans un borstal (Maison de correction au Royaume-Uni et dans le Commonwealth) pour vol où il mit délibérément le feu aux effets personnels d'un autre résident. À 17 ans, Ireland a été reconnu coupable de vol. Il s'est échappé puis a fini par être de nouveau renvoyé en Maison de correction.

### Début de l'âge adulte
Pour tenter de joindre les deux bouts, Ireland enchaîna une série d'emplois manuels jusqu'en décembre 1975, où il fut reconnu coupable de vol de voiture, de dommages criminels et de deux cambriolages pour lesquels il fut condamné à 18 mois de prison ferme. 
Ireland a été libéré en novembre 1976 et a déménagé à Swindon, dans le Wiltshire. Il y a vécu avec une femme antillaise noire et ses enfants pendant quelques mois.
Durant les années qui suivirent, Colin Ireland commit plusieurs crimes et délits. En 1977, il fut reconnu coupable d'extorsion, pour lequel il fut condamné à 18 mois de prison. Trois ans après, en 1980, il fut reconnu coupable de vol qualifié et condamné à deux ans de prison. En 1981, il fut reconnu coupable de tentative de tromperie.
En 1982, Ireland épouse Virginia Zammit. Le couple et sa fille vécurent dans le quartier de Holloway à Londres. En 1985, il est reconnu coupable et condamné à six mois pour une nouvelle tentative de tromperie. Il divorce en 1987, après que sa femme a découvert qu'il avait commis l'adultère.
En 1989, il part vivre dans le Devon et épouse Janet Young. Sa relation avec sa femme est froide ; il avait pour habitude de lui voler et d'être violent avec elle. Tous deux se séparent au début des années 1990 ; Janet Young et ses enfants deviennent sans-abri.
Colin Ireland, lui, déménage à Southend-on-Sea où il devient sans-abri et vit dans un hôtel. Il emménage quelque temps plus tard dans un appartement du centre-ville et y vécut durant ses premières visites du Pub Coleherne, (un pub gay d'Earl's Court, à Londres), lieu où il rencontre ses futures victimes pour la première fois.

## Victimes
La volonté de Colin Ireland de devenir sérial killer lui est venue durant le nouvel an de 1993 où il décida que ce serait là sa résolution de l'année.
Entre le 8 mars et le 12 juin 1993, il rencontra donc dans le Pub Coleherne (en) cinq homosexuels qu'il assassinera en les amadouant, prétextant un jeu sexuel.

### Peter Walker
La première victime d'Ireland était Peter Walker, un chorégraphe de 45 ans qui s'adonnait au sadomasochisme. Après une rencontre, Walker a ramené Ireland dans son appartement du quartier de Battersea (Londres). Là, il a été ligoté et finalement étouffé par un sac en plastique placé au-dessus de sa tête. Ireland, après le meurtre, a placé deux ours en peluche dans la position du 69 sur le corps. Il a laissé les chiens de Walker enfermés dans une autre pièce et a pris la fuite.
Le lendemain du meurtre, n'ayant entendu aucun reportage sur le crime, il appela les secours et un journaliste du journal The Sun, les informant des chiens enfermés dans un appartement et qu'il était l'auteur du meurtre de leur propriétaire. Il leur confia qu'il voulait devenir un célèbre tueur en série.

### Christopher Dunn
Seconde victime d'Ireland, Christopher Dunn était un bibliothécaire de 37 ans qui vivait dans le quartier de Wealdstone. Il a été retrouvé nu dans un harnais et sa mort a initialement été considérée comme un accident survenu lors d'un jeu érotique. De plus, comme il vivait dans un quartier différent de Peter Walker, c'est un autre groupe d'enquêteurs qui a travaillé sur l'affaire et c'est pour cette raison que sa mort n'était pas initialement liée à celle de Walker.

### Perry Bradley
Ireland rencontre sa troisième victime au Pub Coleherne ; un homme d'affaires de 35 ans nommé Perry Bradley III. Bradley vivait à Kensington et était le fils du collecteur de fonds du Parti démocrate du Texas, Perry Bradley Jr. 
Après leur rencontre, les deux hommes sont retournés à l'appartement de Bradley où Ireland a suggéré d'attacher Bradley qui exprima son mécontentement quant à cette idée. Afin d'amadouer Bradley, Ireland lui dit qu'il n'était pas en mesure d'avoir une performance sexuelle sans éléments de bondage. Bradley finit par coopérer avec hésitation et se retrouva rapidement ligoté sur son propre lit, face vers le bas, avec un nœud coulant autour du cou. Après qu'Ireland ait attaché Bradley, il lui exige de l'argent et son code PIN sous menace de le torturer. Ireland lui assure qu'il n'est qu'un voleur et qu'il partirait après avoir volé son argent. Bradley consent finalement à donner à Ireland son code PIN (qu'Irland utilise plus tard pour voler 200£ ainsi que 100£ en espèces volés dans l'appartement de sa victime) et Ireland lui dit qu'il devrait dormir car il ne comptait pas quitter son appartement avant quelques heures. Bradley s'endort finalement et Ireland pense momentanément à le laisser indemne, mais réalise alors que Bradley pourrait l'identifier. Il utilise donc le nœud coulant qu'il avait précédemment attaché autour de son cou pour l'étrangler.
Avant de quitter l'appartement de Bradley, le tueur place une poupée sur le corps du mort. 

### Andrew Collier
Ireland, en colère de n'avoir reçu aucune publicité, et ce même après trois meurtres, décide de tuer de nouveau dans les trois jours qui suivent le meurtre de Perry Bradley.
Il rencontre et courtise alors Andrew Collier, un gardien de logement de 33 ans. Le couple se rend au domicile de Collier, dans le quartier de Dalston. Après être entré dans l'appartement, une perturbation à l'extérieur attire la curiosité des hommes à la fenêtre. Ireland, durant ce moment, s'appui sur une barre métallique horizontale qui traverse la fenêtre et qu'il oubliera plus tard d'essuyer pour effacer ses empreintes digitales au cours de sa phase de nettoyage habituelle. La police retrouvera ces empreintes.
Une fois qu'il est parvenu à attacher sa victime sur son lit, Ireland exige de nouveau les coordonnées bancaires de Collier. Cette fois, la victime refuse de s'exécuter. Après avoir tué son chat, Ireland étrangle Andrew Collier avec un nœud coulant. Il met ensuite un préservatif sur le pénis du mort. Il place la bouche du chat mort dessus et met la queue de l'animal dans la bouche de Collier.
Ireland fut en colère de découvrir que Collier était séropositif au VIH quand il fouilla dans ses effets personnels à la recherche de coordonnées bancaires. Il téléphona ensuite à la police et lui demanda pourquoi elle n'avait pas lié les quatre meurtres qu'il avait commis. Il quitta l'appartement de Collier le lendemain matin avec 70£.
La raison pour laquelle Ireland aurait tué le chat de Collier est qu'après avoir tué Peter Walker et laissé les chiens de cette victime précédente enfermés dans une pièce séparée, les médias auraient dit que le tueur était un amoureux des animaux. En étranglant le chat de Collier, Ireland démontrait que l'hypothèse "amoureux des animaux" était fausse.
Le corps d'Andrew Collier, lui, est découvert le 9 juin.

### Emanuel Spiteri
La cinquième victime d'Ireland était un chef maltais du nom d'Emanuel Spiteri, 41 ans, qu'il avait rencontré au Pub Coleherne. Spiteri a été, comme les précédentes victimes, persuadé d'être menotté et attaché sur son lit. Une fois de plus, Ireland a demandé son code PIN mais na pas pu l'obtenir. Il a de nouveau utilisé un nœud coulant pour tuer Spiteri. Après avoir effectué son rituel post-meurtre de nettoyage de la scène, Ireland a mis le feu à l'appartement et s'est enfui. Il a appelé la police plus tard pour leur dire de chercher un corps sur les lieux d'un incendie et a ajouté qu'il ne tuerait probablement plus.

## Affaire pénale

### L'enquête
Certains suggèrent que l'homophobie de la part de la police a retardé la mise en relation de tous les meurtres et qu'ils n'ont pas été correctement traités au départ, même si la police a fini par relier les cinq homicides. Les crimes ont été rendus publics par les médias et la communauté homosexuelle apprit rapidement qu'un tueur en série visait spécifiquement les hommes gays.
Les enquêtes ont révélé que Spiteri avait quitté le Pub Coleherne et était rentré chez lui avec son tueur en train et une vidéo de sécurité permis de les filmer avec succès sur le quai de la gare de Charing Cross. Ireland s'est reconnu sur la vidéo et a décidé de dire à la police qu'il était bel et bien l'homme avec Spiteri mais non le tueur — il a prétendu avoir laissé Spiteri dans l'appartement avec un autre homme. Cependant, la police finit également par trouver les empreintes digitales dans l'appartement de Collier qui ont remonté à Ireland.

### Procès, condamnations et emprisonnement
Colin Ireland a été inculpé du meurtre d'Andrew Collier et d'Emanuel Spiteri et a été arrêté le 21 juillet 1993. Le 19 août, il demande à la police de se confesser et avoue les meurtres de Peter Walker, Christoper Dunn et Perry Bradley alors qu'il attend son procès en prison.
Il a déclaré à la police qu'il n'avait aucune haine contre les homosexuels mais qu'il s'en était pris à eux parce qu'ils étaient des cibles plus faciles (Ireland prétendant être homosexuel afin d'attirer ses victimes et prétextant des jeux sexuels). Il dit aussi avoir volé ceux qu'il avait tués parce qu'il était au chômage à l'époque avait besoin de fonds pour voyager vers et depuis Londres lors de sa chasse aux victimes. 
Lorsque son cas est parvenu au palais de justice d'Old Bailey le 20 décembre 1993, Ireland a admis toutes les accusations et a été condamné à perpétuité pour chacun de ses meurtres. 
Le juge Sachs a déclaré que Colin Ireland était un homme « exceptionnellement effrayant et dangereux », ajoutant que : « Prendre une vie humaine est un outrage ; en prendre cinq est un carnage ».
Le 22 décembre 2006, Ireland était l'un des 35 condamnés à perpétuité dont les noms figuraient sur la liste des détenus du ministère de l'Intérieur qui avaient reçu des condamnations à vie et qui ne seraient probablement jamais libérés. 
Les crimes de Colin Ireland ont reçu une couverture médiatique sensationnaliste dans la presse à sensation et à faits-divers. En plus du surnom de The Gay Slayer, il était appelé Jack The Gripper par le journal News of the World .

## Décès
Colin Ireland est mort à l'âge de 57 ans dans la prison de Wakefield où il purgeait ses cinq peines à perpétuité. Une porte-parole de l'Inspection des prisons de Sa Majesté Élisabeth II déclara : « Il est présumé mort de causes naturelles ; une autopsie suivra ».
Sa mort a été attribuée à une fibrose pulmonaire et à une fracture de la hanche (dont il avait souffert plutôt dans le mois) comme causes préliminaires du décès.